# Wapen van Hoogheemraadschap van de Alblasserwaard met de landen van Arkel beneden de Zouwe

Het wapen van het hoogheemraadschap van de Alblasserwaard met de landen van Arkel beneden de Zouwe.

Het wapen van het Hoogheemraadschap van de Alblasserwaard en de Landen van Arkel beneden de Zouwe werd op 10 mei 1947 door de Hoge Raad van Adel aan het gelijknamige hoogheemraadschap toegekend. Het wapen deed dienst van 1947 tot de opheffing van het hoogheemraadschap in 1973, dat jaar ging het op in het nieuwe Hoogheemraadschap Groot-Alblasserwaard. Een deel van het wapen werd opgenomen in het nieuwe wapen, later ook in dat van de opvolgers Hoogheemraadschap Alblasserwaard en de Vijfheerenlanden en Rivierenland.
Het wapen was op zijn beurt zelf een samenvoeging van het wapen van Alblasserwaard en uit het wapen van Landen van Arkel beneden de Zouwe. Uit het laatst genoemde wapen komen het hartschild en de beide schildhouders.

## Blazoenering
De blazoenering van het wapen luidde als volgt:
In keel een leeuw van goud en een hartschild van zilver, beladen met twee dubbelgekanteelde dwarsbalken van keel. Het schild gedekt met een gouden kroon van vijf bladeren en vastgehouden door twee schildhouders; rechts een leeuw en links een zwaan, beide van natuurlijke kleur. Het geheel geplaatst op een voetstuk van sinopel.
Het wapen is geheel rood van kleur, op het schild een gouden leeuw. De leeuw heeft op zijn beurt een zilveren schild met daarop twee rode dwarsbalken, deze zijn aan de boven en onderzijde gekanteeld. Het rode schild wordt vastgehouden door een leeuw en een zwaan. De leeuw staat aan de rechterzijde, voor de kijker links, en de zwaan aan de linkerzijde, voor de kijker rechts.

## Vergelijkbare wapens
De volgende wapens zijn vergelijkbaar met het wapen van het Hoogheemraadschap van de Alblasserwaard en de Landen van Arkel beneden de Zouwe:

Het wapen van de familie Van Arkel en het Land van Arkel
Het wapen van Arkel
Het wapen van Schoonrewoerd
Wapen van Landen van Arkel beneden de Zouwe
Het wapen van Hoogheemraadschap van de Alblasserwaard en de Vijfheerenlanden
Het wapen van het waterschap Rivierenland
Het wapen van Kollegie van Dijkgraaf en Hoogdijk Heemraden van Asperen
Het wapen van het Kollegie van Dijkgraaf en Heemraden van den Lande van Arkel boven en beneden de Zouwerdijk

De ondergronden waarop de schildhouders staan kunnen verschillen omdat daar geen vaste ondergronden voor zijn. Enige voorwaarde is dat de ondergrond passend is, denk hierbij aan een guirlande, grasgrond of een stenen ondergrond.